# Echt duizendguldenkruid
Echt duizendguldenkruid (Centaurium erythraea) is een plant uit de gentiaanfamilie (Gentianaceae). De soort groeit in België en Nederland op grazige, vochtige plaatsen en in bossen op zandgrond. De soort is vrij zeldzaam en is onder meer in het Vlaamse Gewest strikt beschermd. 

## Kenmerken
Het is een weinig vertakte, onbehaarde plant van 5-40 cm hoog, met afgeplatte bloemtrossen. De stengels hebben vier smalle lijsten.
De bloem is roze tot rood en heeft een doorsnede van 1-1,5 cm. De kroonblaadjes zijn vergroeid tot een buis met vijf uitstaande slippen. De kelk heeft vijf lange smalle tanden. De bloemen vormen afgeplatte trossen die bloeien van juni of juli tot september.
De vrucht is een doosvrucht.
De plant heeft tegenoverstaande stengelbladeren. De wortelbladeren, die eirond, elliptisch of iets spatelvormig zijn, zitten in een rozet. De stengelbladeren zijn minder dan driemaal zo lang als breed en hebben drie nerven. Dit onderscheidt het echt duizendguldenkruid van strandduizendguldenkruid dat hele smalle bladeren heeft.

## Naam
In de volksgeneeskunde wordt duizendguldenkruid in het bijzonder tegen koorts gebruikt, vandaar de oude naam 'febrifugum' en de volksnamen 'koortskruid' en 'koortsbloemen' (Frans: Herbe à la fièvre - Duits : Fieberkraut).